# Syrrusis
Syrrusis is een geslacht van vlinders van de familie Uilen (Noctuidae), uit de onderfamilie Amphipyrinae.

## Soorten
- S. aethiopica (Hampson, 1907)
- S. milloti Viette, 1972
- S. monticola (Viette, 1960)
- S. notabilis (Butler, 1879)
- S. pictura (Saalmüller, 1891)
- S. vau (Berio, 1956)